# Saskatchewan Highway 908
Highway 908 je silnice v kanadské provincii Saskatchewanu. Odbočuje od silnice Highway 155 a vede k obci Île-à-la Crosse na jezeře Lac Île-à-la-Crosse. Je asi 21 km (13 mil) dlouhá.